# North Berwick (Maine)
North Berwick – miasto w Stanach Zjednoczonych, w stanie Maine, w hrabstwie York.